# مایکل تالکین
مایکل تالکین یا مایکل تولکین (انگلیسی: Michael Tolkin؛ زادهٔ ۱۷ اکتبر ۱۹۵۰) فیلم‌نامه‌نویس، نویسنده، و کارگردان فیلم اهل ایالات متحده آمریکا است.
او فیلم‌نامه‌های بسیاری نوشته است؛ ازجمله فیلم‌نامهٔ فیلم بازیگر (۱۹۹۲)، که آن را بر پایهٔ رمانی از خودش (۱۹۸۸) به همین نام نوشت و در ۱۹۹۳ برای فیلم‌نامهٔ آن برندهٔ جایزهٔ ادگار شد. تالکین برای همین فیلم نامزد جایزهٔ اسکار بهترین فیلم‌نامهٔ اقتباسی شد.
تالکین، افزون بر جوایزی همچون ادگار، برندهٔ جایزهٔ انجمن نویسندگان آمریکا هم شده است.

## زندگی
مایکل تالکین، که اصالتِ رومانیایی و اوکراینی دارد و یهودی‌تبار است، در نیویورک به دنیا آمد و در سال ۱۹۷۴، با مدرک بی‌اِی، دانش‌آموختهٔ کالج میدلبری شد.